# 세르지우 토마
세르지우 토마(루마니아어: Sergiu Toma, 아랍어: سيرجيو توما, Sirjiu Tuma, 1987년 1월 29일~)는 몰도바와 아랍에미리트의 유도 선수이다. 2012년까지 몰도바 국가대표로 활동했으나 아랍에미리트로 귀화했으며 2016년 하계 올림픽 남자 하프미들급에서 동메달을 획득했다.

## 생애
몰도바 키시너우에서 태어났으며 몰도바 청소년 유도 대표 선수를 거쳐 2007년부터 몰도바 국가대표 선수가 되었다. 2008년 8월에는 베이징에서 열린 2008년 하계 올림픽에서 참가했으며 남자 -73kg급에 출전했으나 첫 경기에서 조지아의 다비트 케브히슈빌리에게 패하였다.
2012년에는 런던에서 열린 2012년 하계 올림픽에 참가했으며 남자 -81kg급 경기에 출전했다. 1차전을 부전승으로 통과한 토마는 2차전에서 체코의 야로미르 무실을 꺾었으나 3차전에서 일본의 나카이 다카히로에게 패하여 탈락했다.
2013년에 아랍에미리트로 귀화하면서 아랍에미리트 국가대표 유도 선수가 되었다. 2016년 리우데자네이루에서 열린 2016년 하계 올림픽에 참가하였고 남자 -81kg급에 출전했다. 그는 8강전에서 일본의 나가세 다카노리를 꺾었으며 준결승전에서 러시아의 하산 할무르자예프에게 패했다. 이후 동메달 결정전에서 이탈리아의 마테오 마르콘치니를 꺾으며 동메달을 획득했다.